# Nicolaische Verlags-Buchhandlung
La Nicolaische Verlags-Buchhandlung est une maison d'édition berlinoise de 1713 à 1944.

## Histoire

### 1713 à 1858
Le 3 mai 1713, Christoph Gottlieb Nicolai (de) reçoit le privilège royal pour la librairie qu'il vient d'acquérir. Il y fonde également une maison d'édition. Il y a une succursale de librairie à Stettin depuis 1765 environ.
Après sa mort en 1752, son fils aîné Gottfried Wilhelm Nicolai reprend l'entreprise. Après sa mort prématurée en 1759, Friedrich Nicolai en devient le nouveau propriétaire. Il est l’un des représentants les plus importants du siècle des Lumières allemand. Malgré les réticences initiales, il donne une grande importance à la maison d'édition et à la librairie et en fait le centre littéraire et intellectuel de la ville. En 1787, il la déménage au 13 Brüderstraße (aujourd'hui maison Nicolai (de)).
En 1811, son gendre Daniel Parthey reprend la Nicolaische Buchhandlung. Il la cède à son fils Gustav Parthey (de) en 1822. En 1858, il vend la librairie à Maximilian Jagielski (de). (Son successeur continue d'exister sous le nom de Nicolaische Buchhandlung (de) jusqu'à ce jour.)

### 1858 à 1944
En 1866, il transfère la maison d'édition à son employé de longue date August Effert (de), qui la dirige ensuite avec Ludwig Lindtner sous le nom de Nicolaische Verlagsbuchhandlung (A. Effert & L. Lindtner).
En 1876, le gendre d'Effert, Rudolf Stricker, devient le nouveau propriétaire de la Nicolaischen Verlags-Buchhandlung (R. Stricker). Après sa mort en 1890, les héritiers de Stricker en deviennent propriétaires. En 1914, R. Stricker est la propriétaire, en 1938 Anna Stricker (probablement une veuve ou une fille).
En 1944, la Nicolaische Verlags-Buchhandlung, comme la plupart des éditeurs de livres allemands, est fermée.
En 1965, l'homme d'affaires Dieter Beuermann fonde à Herford une Nicolaische Verlagsbuchhandlung (de), qui n'a probablement aucun lien avec l'éditeur précédent.

### Adresses
Berlin
- Poststraße 4, 1733 (ou avant) – 1787
- Brüderstraße 13, 1787 – vers 1900, aujourd'hui maison Nicolai
- Potsdamer Straße 90 (entre Alvenslebenstraße et Bülowstraße), depuis environ 1900[10]
- Wilmersdorf, Hildegardstraße 14, mentionné en 1938[11]

Szczecin
- Mönchenstrasse, avant 1765 – vers 1850, librairie, aujourd'hui ul. Mniszej

Elbing
- Adresse inconnue, vers 1830-vers 1833

## Publications
La Nicolaische Verlagsbuchhandlung est jusque vers 1890 l'un des plus importants éditeurs de livres de langue allemande. Un large éventail de publications y sont apparues, allant de la fiction (Allgemeine deutsche Bibliothek (de)), à l'histoire et à l'histoire de l'art et à d'autres domaines. Vers 1900, davantage de livres sont publiés pour les cours scolaires.